# De drie parels van Sa-Skya
De drie parels van Sa-Skya is het achtste verhaal in de stripreeks Corentin, bedacht door Paul Cuvelier. Dit verhaal uit 2016 is een hommage aan hem geschreven door Jean van Hamme, getekend door Christophe Simon en uitgegeven door Le Lombard.
Het verhaal is gebaseerd op een novelle die Van Hamme schreef in 1973.

## Inhoud
Corentin Feldoë ontmoette bij zijn avonturen de maharadja van Sompur, die hem in het begin van dit verhaal ziet als de toekomstige bruidegom van zijn dochter, de prinses Sa-Skya. De maharadja bezit drie bijzondere parels waar maar weinigen van weten. De maharadja toont Corentin deze parels. Als dan op een gegeven moment de parels verdwenen blijken te zijn, wordt Corentin gezien als de schuldige. Met zijn vriend Kim, zijn tijger Moloch en zijn gorilla Belzebuth probeert Corentin zijn onschuld te bewijzen en de ware schuldige te ontmaskeren voordat hij moet sterven onder het beulszwaard.

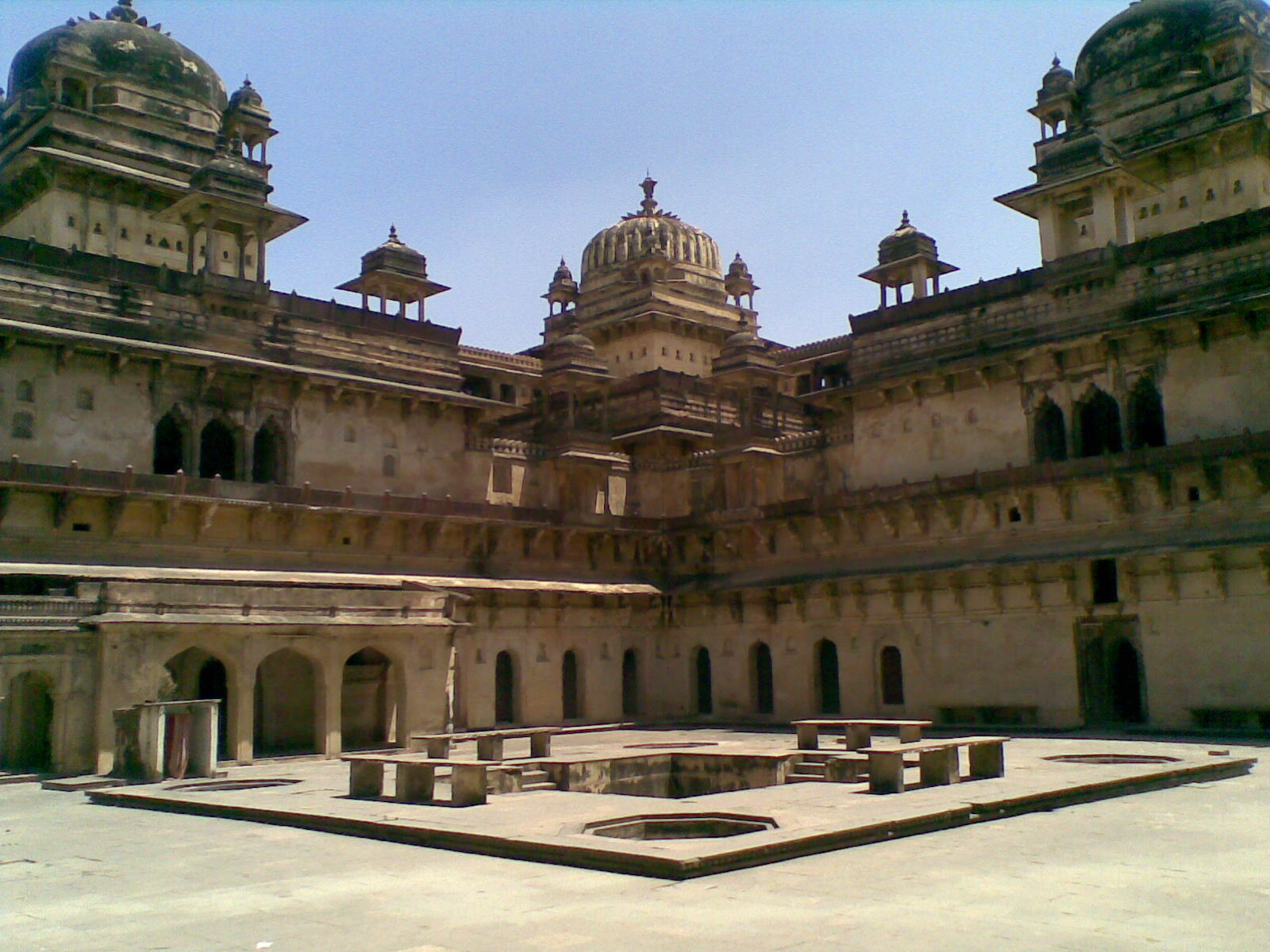
Simon nam het paleis Jahangir Mahal in Orchha als model voor het paleis van de maharadja.

## Publicatiegeschiedenis
In 1973 schreef Jean van Hamme de novelle De drie parels van Sa-Skya' in 26 pagina's, waarbij Paul Cuvelier de titelillustratie verzorgde. Dit verhaal werd gepubliceerd in Kuifje Pocket nr 11, bladzijde 67 tot en met 98 waarvan een titelpagina en twee pagina's inleiding.
Paul Cuvelier stierf in 1978. In 1983 werkte Yves Duval het verhaal om naar een kort stripverhaal van zestien pagina's, dat als hommage aan Cuvelier door een groep striptekenaars samen werd getekend.
In 2015 benaderde Christophe Simon Van Hamme om samen met hem de novelle uit 1973 te bewerken tot een volledig stripverhaal. Omdat het verhaal eigenlijk te kort was, breidde Simon een aantal scènes uit zonder nieuwe toe te voegen. Drie illustraties zijn paginagroot, een keuze van Simon omdat dat soort grote platen hem altijd fascineerden. Het resultaat werd in 2016 door Le Lombard in hardcover uitgegeven. In dit album werden eveneens enige schetsen van Simon opgenomen die hij als voorbereiding maakte. De inkleuring werd gedaan door Alexandre  Carpentier. 
Als verder eerbetoon aan Cuvelier werd een cameo van hem opgenomen in het verhaal; hij speelt de rol van  dokter Vachani.
| Jaar | Scenarist      | Tekenaar | Publicatie                                    |
| ---- | -------------- | --- | --------------------------------------------- |
| 1973 | Jean van Hamme | Paul Cuvelier                                                                                                 | Kuifje Pocket nr 11                           |
| 1983 | Yves Duval     | Magda, Vink, Crisse, Michel Pierret, Christian Gine, Gilles Chaillet, Didier Convard, Michel Weyland en Ferry | Kuifje 1983 nr 50                             |
| 2016 | Jean van Hamme | Christophe Simon                                                                                              | De drie parels van Sa-Skya (Le Lombard, 2016) |

## Waardering
De kwaliteit van het tekenwerk van Simon werd geprezen, de Cuvelier-stijl gaat hem goed af. De recensenten spreken van liefdewerk van de kant van Simon. Ondanks de prachtige tekeningen, werd opgemerkt dat Simon de flair van het natuurtalent Paul Cuvelier mist en dat het ook niet het meest virtuoze verhaal van Van Hamme was, dat hier vrij precies werd gevolgd. De laatste pagina waar de emoties van de hoofdpersonen in het verhaal culmineren, werd een grafisch hoogstandje gevonden.
Het album De drie parels van Sa-Skya won de Prix Saint-Michel voor beste album.